# Ightham
Ightham es una parroquia civil y un pueblo del distrito de Tonbridge and Malling, en el condado de Kent (Inglaterra).

## Geografía
Según la Oficina Nacional de Estadística británica, Ightham tiene una superficie de 9,24 km².

## Demografía
Según el censo de 2001, Ightham tenía 1940 habitantes (50,52% varones, 49,48% mujeres) y una densidad de población de 209,96 hab/km². El 23,45% eran menores de 16 años, el 72,11% tenían entre 16 y 74 y el 4,43% eran mayores de 74. La media de edad era de 38,36 años. Del total de habitantes con 16 o más años, el 17,1% estaban solteros, el 73,4% casados y el 9,49% divorciados o viudos.
El 91,86% de los habitantes eran originarios del Reino Unido. El resto de países europeos englobaban al 2,32% de la población, mientras que el 5,82% había nacido en cualquier otro lugar. Según su grupo étnico, el 99,12% eran blancos, el 0,15% mestizos, el 0,36% asiáticos, el 0,15% negros y el 0,21% chinos. El cristianismo era profesado por el 82,44%, el budismo por el 0,15%, el judaísmo por el 0,51%, el islam por el 0,15% y cualquier otra religión, salvo el hinduismo y el sijismo, por el 0,41%. El 11,64% no eran religiosos y el 4,69% no marcaron ninguna opción en el censo.
929 habitantes eran económicamente activos, 902 de ellos (97,09%) empleados y 27 (2,91%) desempleados. Había 721 hogares con residentes, 32 vacíos y 7 eran alojamientos vacacionales o segundas residencias.